# Lipovica (miasto Leskovac)
Lipovica (cyr. Липовица) – wieś w Serbii, w okręgu jablanickim, w mieście Leskovac. W 2011 roku liczyła 1165 mieszkańców.